# Kassettenlift

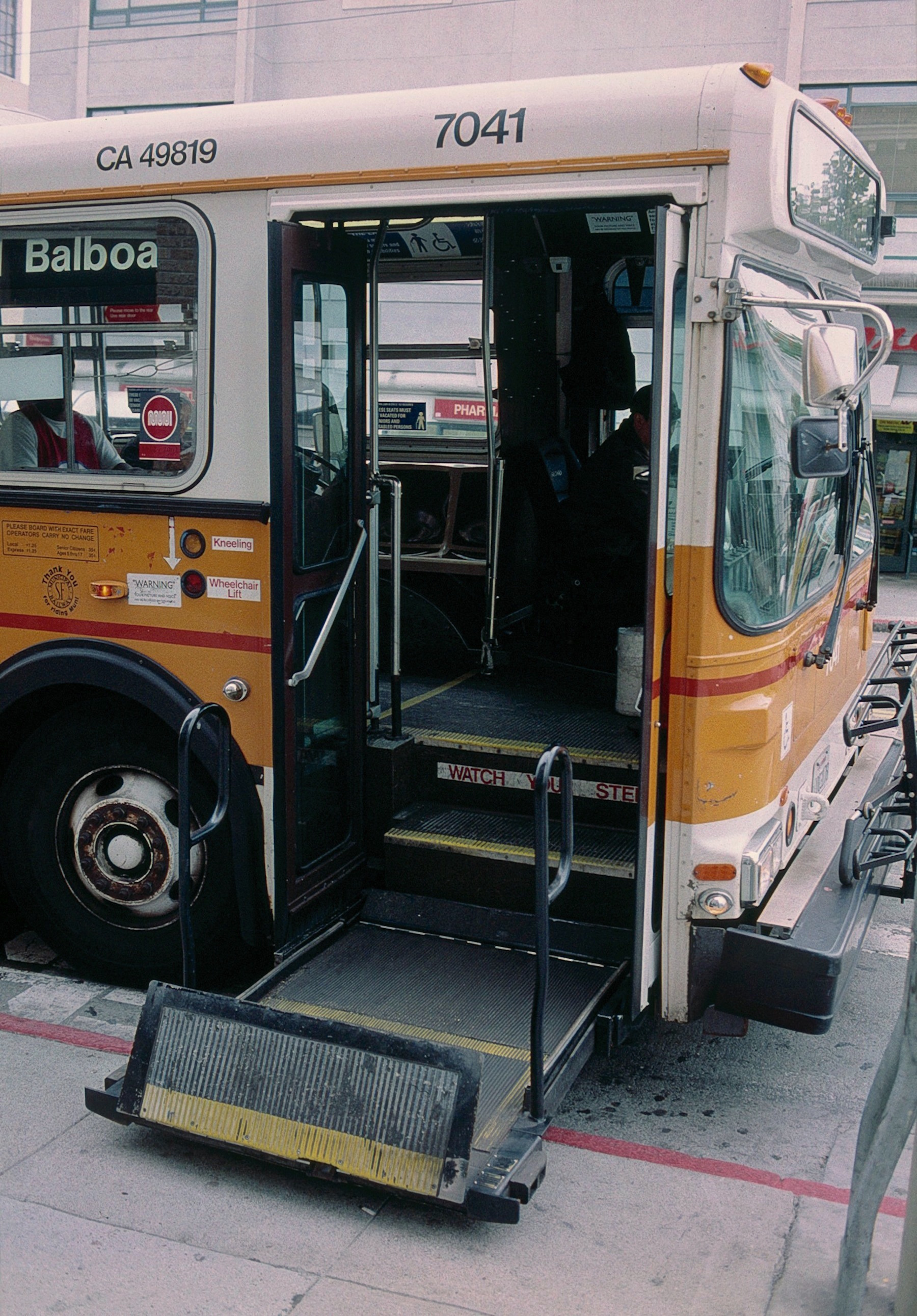
Kassettenlift an einem Bus

Kassettenlift bezeichnet eine an Kraftfahrzeugen zum Personentransport unterhalb der Türöffnung angebrachte Hebeplattform, die in einem kassettenartigen Gehäuse unter dem Fahrzeugboden oder innerhalb des Fahrzeugchassis angebracht ist.
Dieses Gerät wird benutzt, um Personen mit Rollstuhl von der Straßenfläche auf die Höhe des innenliegenden Fahrzeugbodens hochzuheben, um ihnen dann die Zufahrt in das Wageninnere zu ermöglichen. Dazu wird die Plattform ausgefahren und mit dem darauf gefahrenen Rollstuhl inklusive der darin sitzenden Person abgesenkt bzw. umgekehrt wieder gehoben und nach Verlassen unter das Chassis eingefahren.
Kassettenlifte können an der Hecktür oder an der Seitentür von Transportern, Großraumvans, Hochdachkombis oder Kleinbussen angebracht werden. Das Fahrzeug muss jedoch auch im Einzelfall geeignet sein hinsichtlich Tragfähigkeit, Bauhöhe und Bodenfreiheit. Der Einbau eines Kassettenliftes bedarf daher noch der Prüfung und Zulassung durch akkreditierte Kraftfahrzeugsachverständige (DEKRA,
GTÜ, KÜS, TÜV).
Der Antrieb erfolgt primär mit der Fahrzeugelektrik, wobei als sekundäre Antriebselemente auch Hydraulikzylinder oder Pneumatikzylinder mit den entsprechenden Hilfsgeräten (Pumpen etc.) zur Anwendung kommen können.

## Richtlinien und Normen
- ISO 9386-1 Kraftbetriebene Hebebühnen für Personen mit eingeschränkter Mobilität; Sicherheit, Teil 1: Hebebühnen mit senkrechtem Hub
- DIN EN 1756-2 Plattformlifte für die Anbringung an Radfahrzeugen – Sicherheitsanforderungen – Teil 1: Hubladebühnen für Passagiere
- prEN 81-41:2004, Norm-Entwurf, Sicherheitsregeln für die Konstruktion und den Einbau von Aufzügen, Teil 41: Vertikale Plattformaufzüge für Behinderte